# Mediolanum Capta Est
Mediolanum Capta Est ("Milano har intagits") är ett livealbum av det norska black metal-bandet Mayhem, utgivet den 7 december 1999. Det spelades in vid en konsert i Milano den 2 november 1998. Albumet utgavs på CD, LP, kassettband och bild-LP.

## Låtlista
1. "Silvester Anfang" – 1:51
2. "Deathcrush" – 3:31
3. "Fall of Seraphs" – 6:34
4. "Carnage" – 4:42
5. "Necrolust" – 3:47
6. "Ancient Skin" – 5:42
7. "Freezing Moon" – 6:50
8. "Symbols of Bloodswords" – 4:52
9. "From the Dark Past" – 5:12
10. "Chainsaw Gutsfuck" – 5:16
11. "I Am Thy Labyrinth" – 6:14
12. "Pure Fucking Armageddon" – 1:01

## Medverkande
- Maniac (Sven Erik Kristiansen) – sång
- Blasphemer (Rune Erickson) – gitarr
- Necrobutcher (Jørn Stubberud) – basgitarr
- Hellhammer (Jan Axel Blomberg) – trummor
- Attila Csihar – sång på "From the Dark Past"